# Economia de Fortaleza

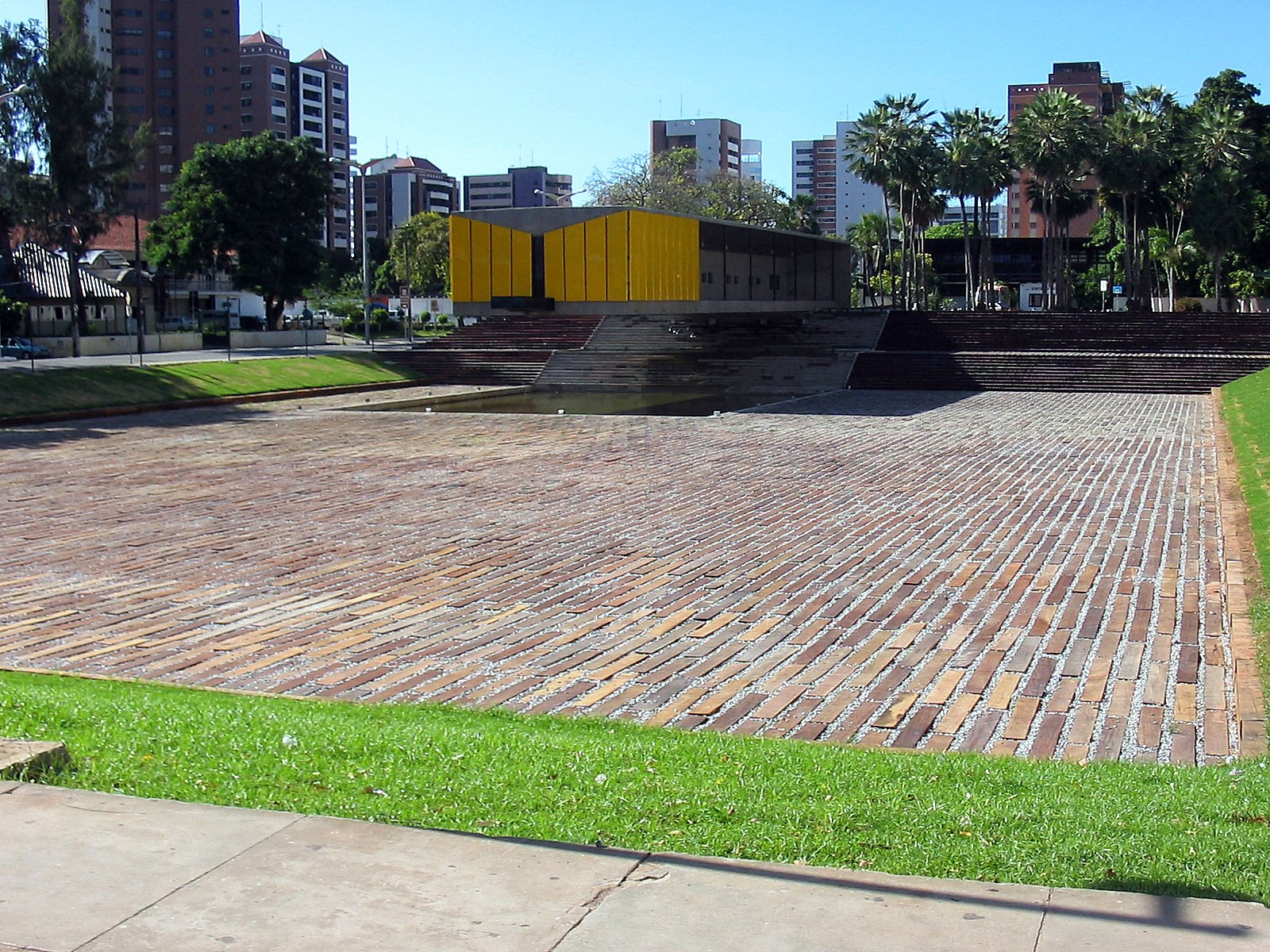
Mausoléo do Presidente Castelo Branco. Estrutura suspensa que faz parte do roteiro turístico da cidade

A economia de Fortaleza tem sua maior receita (o PIB estimado em 2014 é de R$ 56,728  bilhões) oriundo do seu comércio diversificado. A principal praça é o Centro concentrando o maior número de estabelecimentos comerciais. Outro pólo importante de venda dos produtos industrializados em Fortaleza é a Avenida Monsenhor Tabosa, próxima ao pólo turístico da Praia de Iracema. Existem na cidade vários shoppings dentre os maiores tem-se o Iguatemi, North Shopping Fortaleza , North Shopping Jóquei, Shopping Aldeota, Shopping Parangaba, Rio Mar Shopping, Del Passeio, Via Sul, Messejana Shopping dentre outros.
A indústria tem na produção de calçados, produtos têxteis, couros, peles e alimentos, além da extração de minerais grande destaque na economia local. Algumas da principais industrias de alimentos do país têm suas sedes em Fortaleza como M Dias Branco e J Macêdo que são os principais moinhos de trigo do Brasil.
No mercado financeiro Fortaleza é a sede do Banco do Nordeste e BIC, além de bancos que foram extintos como o BANCESA e o BEC que foi incorporado pelo Bradesco. É sede ainda de uma das unidades do Banco Central. Tem ainda a sede da Bolsa de Valores Regional do Ceará.
Suas terras, banhadas pelo sol o ano inteiro e ricas em belezas naturais, fizeram Fortaleza despontar, na década de 1990, como um importante pólo turístico tornando-se assim a principal porta de entrada para o turista que visita o Ceará. O turismo garantiu à cidade mais infra-estrutura e se transformou em fonte geradora de emprego e renda.
Atualmente, de acordo com a Associação Brasileira de Lojistas de Shopping Centers, Fortaleza conta com 16 shoppings. sendo oito tradicionais, um do tipo outlet, três temáticos, dois rotativos e dois de atacado. Estes shoppings estão distribuídos em várias regiões da cidade mas existem concentração na Aldeota e no Centro.
O primeiro shopping de Fortaleza foi o Center Um construído em 1974, localizado na Aldeota, que na época era um bairro residencial e tendo como principal via de acesso a Avenida Santos Dumont. Este foi um marco para a criação de um novo centro comercial para a cidade. O segundo shopping foi o Iguatemi em 1982 que também exerceu papel polarizador de comércio e serviços em seu entorno. Atualmente a área mais adensada de shoppings é o entorno do Center Um que aglutina mais 4 shoppings (Shopping Del Paseo, Shopping Aldeota, Shopping Pátio Dom Luis e Shopping Avenida). Em 2013 formam inaugurados Shopping Parangaba e North Shopping Jóquei, sendo considerados praticamente vizinhos pela proximidade.

## Energia
Quase que a totalidade da energia consumida em Fortaleza é fornecida pelas hidrelétricas da CHESF e distribuída pela COELCE. Em Fortaleza existem duas unidades de produção de energia sendo uma experimental de produção de energia eólica próxima ao Porto do Mucuripe e a outra de gás natural.

## Evolução do PIB
A tabela acima expressa o PIB de Fortaleza em R$ mil e o PIB per capita em R$.